# Fútbol Club Cienfuegos
Maillots
Actualités
Dernière mise à jour : 22 octobre 2023.
Le Fútbol Club Cienfuegos est un club de football cubain basé à Cienfuegos, qui joue actuellement en première division cubaine.

## Palmarès
- Championnat de Cuba (5) :
  - Champion en 1985, 1991, 2008, 2009 et 2023.
  - Vice-champion en 1982, 1984, 1996 et 2015.

## Personnalités historiques du club

### Joueurs

#### Principaux joueurs (tous les temps)
| - Yordany Álvarez - Israel Blake Cantero - Julio Modesto Cabrera - Diosvelis Guerra - Dagoberto Lara - Juan Carlos Llorente | - Yosniel Mesa - Mario Pedraza - Andrés Roldán - Enrique Villarrutia - Yordan Santa Cruz |

### Entraîneurs

#### Encadrement technique actuel
Source consultée : El Nuevo Blog del Fútbol Cubano

- Entraîneur : Franck Pérez Espinosa
- Entraîneurs adjoints : ??
- Préparateur physique : Liosbel Lara
- Entraîneur des gardiens : Máximo Iznaga

#### Liste des entraîneurs
| - Carlos Francisco Cobas Cortízar (??), champion en 1990-1991. - Francisco Carrazana Patrilge (2006-??) - Odilio Vásquez (??-2008), champion en 2007-2008. - Robin González Rodríguez (2008-2009), champion en 2008-2009. - Juan Carlos Llorente (2009-2010) | - Liosbel Lisander Lara Arias (2010) - Israel Blake Cantero (2011-2012) - Liosbel Lisander Lara Arias, (2013-2014) - Carlos Francisco Cobas Cortízar (2015-2016) - Frank Pérez Espinosa (2017-) |